# Aperibé
Aperibé – miasto i gmina w Brazylii, w stanie Rio de Janeiro. Znajduje się w mezoregionie Norte Fluminense i mikroregionie Santo Antônio de Pádua.